# Миркамилов, Тулкун Миромилович
Тулкун Миромилович Миркамилов (узб. Toʻlqin Miromilovich Mirkomilov; 30 июня 1939, Ташкент — 2004) — советский и узбекский химик. Доктор технических наук (1983), профессор (1985). Член Академии наук Узбекистана (1995). Ректор Ташкентского химико-технологического института (1992—1994) и Ташкентского государственного технического университета (1994—2001). Депутат Олий Мажлиса. Почётный профессор КИПУ (1999).

## Биография
Родился 30 июня 1939 года в Ташкенте. Окончил Ташкентский политехнический институт (1962).
С 1973 по 1992 год — заведующий кафедрой химии Ташкентского химико-технологического института. В 1983 году защитил докторскую диссертацию, а в 1985 году получил профессорское звание. С 1992 по 1994 год являлся ректором Ташкентского химико-технологического института.
С 1994 по 2001 год — ректор Ташкентского государственного технического университета. В 2001 года перешёл на проректорскую должность. Возглавлял общественный совет ректоров высших учебных заведений Республики Узбекистан (1994—2001). В 1995 году был избран действительным членом Академии наук Узбекистана. Параллельно с ректорской деятельностью с 1996 по 2001 год являлся руководителем кафедры экологии и защиты окружающей среды. С 1999 года — почётный профессор Крымского инженерно-педагогического института.
Являлся депутатом Олий Мажлиса второго созыва.
Автор более 400 научных статей, 9 учебников, 6 монографий. Имеет порядка 40 авторских патентов и свидетельств на различные изобретения. Изучал проблему переработки отходов хлопчатобумажной промышленности и получения новых видов пластмасс. Автор теории о наличии взаимозависимости между структурой сырья, содержащего целлюлозу, и их свойствами.
Скончался в 2004 году